# Julia Samantha Edima
Julia Samantha Edima de son vrai nom Julia Samantha Edima Assoumou, née le 1er février 1996 à Meyo-centre (Cameroun), est une actrice et reine de beauté camerounaise, élue Miss Cameroun 2022.

## Biographie

### Enfance et formation
Julia Samantha est née le 1er février 1995 à Meyo-Centre, une localité de la Région du Sud du Cameroun.
Elle fait ses études primaires jusqu’au Cours Moyen 1ère année à Offenbach en Allemagne. Elle poursuit ses études secondaires jusqu’à l’obtention du baccalauréat en 2015 au  lycée d'AKWA par Douala Cameroun. Julia Samantha Edima fait ses études universitaires à l’Université de Douala et y obtient une licence option communication des organisations et est également titulaire d'un master en communication d’entreprise.

### Mannequinat
Elle commence cette aventure par le concours miss du lycée en participant au concours Miss Orangina,.
Elle est élue Miss Sud 2022 et participe également à la finale nationale, porte le no 7 et est élue Miss Cameroun 2022 le 7 janvier 2022 au Palais des sports de Yaoundé, succèdant ainsi à Audrey Nabila Momkam, Miss Cameroun 2020.

### Carrière
Julia Samantha Edima a des rôles dans des séries TV et films. Au niveau des séries TV, en 2020, elle joue le rôle de Kim dans Madame Monsieur d'Ebenezer Kepombia,,,. Au niveau des films, elle joue dans Fantasma et Trauma, long métrage produit par Black Films, qui remporte le prix du meilleur long métrage camerounais en 2019 au Festival des Écrans Noirs.

## Prix et récompenses
- 2022 : Miss Cameroun

- 2022 : Personnalité publique de l’année 2022 par le LFC Awards

- 2022 : Personnalité publique de l’année 2022 par les Waspito Awards

### Articles Connexes
Fidèle Ngo Bayigbedeg